# LWL-Museum für Kunst und Kultur
Das LWL-Museum für Kunst und Kultur ist ein Kunstmuseum in Münster/Westfalen. Träger ist der Landschaftsverband Westfalen-Lippe (LWL). Seit 1908 befindet es sich am Münsteraner Domplatz. Bis 2013 trug es den Namen Westfälisches Landesmuseum für Kunst und Kulturgeschichte.

## Geschichte
Das heutige Museum entwickelte sich als „Landesmuseum des Westfälischen Provinzialverbandes“ der Provinz Westfalen aus den Sammlungen des Vereins für Geschichte und Altertumskunde Westfalens und des Westfälischen Kunstvereins, der seitdem im Museum eingebunden ist. 
Am 17. März 1908 wurde der von dem hannoverschen Architekten Hermann Schaedtler errichtete Neubau eingeweiht. Oberhalb des Eingangsportals im Renaissancestil befindet sich die vom Bildhauer Wilhelm Bolte geschaffene allegorische Figur der Kunst.
Erster Direktor wurde 1905 Adolf Brüning. Zweiter Direktor war von 1910 bis 1934 Max Geisberg. Das Museum wurde nach seiner Entlassung 1934 in „Landesmuseum für Kunst und Kulturgeschichte“ umbenannt.
1937 wurden in der zentralen Aktion „Entartete Kunst“ aus der Sammlung des Museums nachweislich Werke von Rüdiger Berlit, Peter August Böckstiegel, Gertrud Breyholz (1892–1954), Bernhard Bröker (1883–1969), H. B. Düren, Adolf Erbslöh, Otto Gleichmann, Erich Heckel, Wassily Kandinsky, Alexander Kandoldt, Friedrich Liel, August Macke, Waldemar Mallek (1906–1998), Matthias May, Carlo Mense, Gustav Meyer-Spelbrink (1893–1975), Paula Modersohn-Becker, Wilhelm Morgner, Otto Mueller, Heinrich Nauen, Heinrich Niedieck (1890–1955), Karel Niestrath, Walter Ophey, Otto Pankok, Hans Pape, Wilhelm Renfordt, Christian Rohlfs, Ernst Sagewka, Arnold Schmidt-Niechol (1893–1960), Karl Schmidt-Rottluff, Max Schulze-Sölde, Wilhelm Tegtmeier, Friedrich Tegtmeyer, Arnold Topp, Friedrich Upholz, Eberhard Viegener und Wilhelm Wessel requiriert.
Ausstellungen des Museums wie etwa „Das deutsche Danzig“ (1937) oder eine Ausstellung mit Beutewaffen (1942) waren politisch und ideologisch ausgerichtet.
Nach einem Bombeneinschlag 1941 wurde der Museumsbestand an verschiedene Orte ausgelagert, so dass die Verluste vergleichsweise gering blieben. Das Museum wurde nach 1945 wiederaufgebaut. Der Ursprungsbau von 1908 am Domplatz wurde 1974 unter Museumsdirektor Paul Pieper nach Entwürfen des Architekten Hans Spiertz durch das Büro Kösters & Balke erweitert, um den Bau des Westfälisches Museum für Archäologie ergänzt und seine Modernisierung 1999 abgeschlossen; das Westfälische Museum für Archäologie zog 2003 nach Herne (LWL-Museum für Archäologie); die 2009 abgerissene Museumsarchitektur der Nachkriegsmoderne wurde durch einen vom Architekturbüro Volker Staab errichteten Neubau ersetzt und 2014 eröffnet.
Nach Max Geisberg leiteten Robert Nissen (1934–1939), Wilhelm Rave (kommissarisch 1939–1946), Walther Greischel (1946–1954), Hans Eichler (1956–1971), Paul Pieper (1971–1977), Peter Berghaus (1977–1984) und Klaus Bußmann (1985–2004) das Museum. Seit 2004 ist Hermann Arnhold Direktor.

## Sammlung

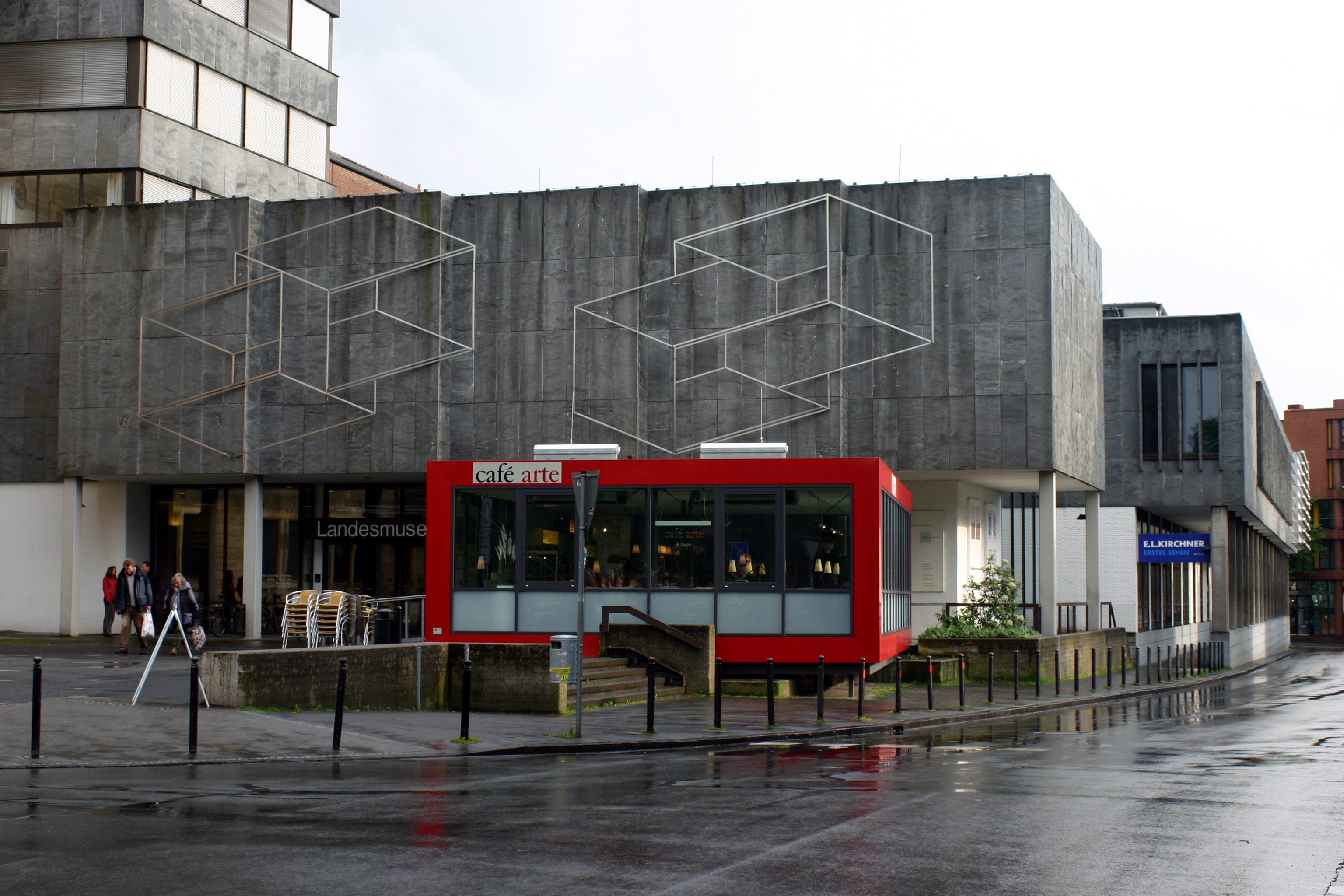
Haupteingang der Erweiterung des Westfälischen Landesmuseums für Kunst- und Kulturgeschichte von 1972, Abriss 2009, mit den Zwei Supraporten von Josef Albers (1974)

Das Museum zeigt Kunstwerke vom frühen Mittelalter bis in die Gegenwart. Mehr als 300.000 Exponate befinden sich im Besitz des Museums.
Die historischen Bestände umfassen Kunstwerke der Region und benachbarter Gebiete, darunter das Familienbild des Grafen Johann II. von Rietberg, Fragmente des Liesborner Altars sowie des Marienfelder Altars.
Eine Mittelalter-Sammlung zeigt einen Querschnitt der mittelalterlichen Kunst: Tafelgemälde und Glasmalereien, Skulpturen und Reliefs aus Holz, Stein, Edelmetall und Elfenbein, liturgische Gerätschaften und Gewänder. Das Museum zeigt das Soester Antependium, Bilder von Conrad von Soest und die romanischen Glasfenster des Meisters Gerlachus aus der Sammlung des Freiherrn vom Stein.
Weitere Schwerpunkte liegen auf der romanischen und gotischen Monumentalskulptur (Heinrich und Johann Brabender, Evert van Roden, der Meister von Osnabrück) sowie der frühwestfälischen Tafelmalerei etwa von Conrad von Soest, Johann von Soest und Johann Koerbecke.
Die Kunst der Renaissance ist neben einigen deutschen (Lucas Cranach) und niederländischen Werken (Jan Gossaert) vor allem durch Werke westfälischer Künstler vertreten. Das Museum zeigt das malerische Werk der aus Münster stammenden Künstlerfamilie tom Ring, im Bereich der Plastik ergänzt durch Werke der münsterschen Bildhauer Heinrich und Johann Brabender.
Die barocke Malerei ist mit allen Gattungen vertreten. Das Kunsthandwerk der Epoche wird durch Augsburger und Münstersche Goldschmiedearbeiten, frühes Glas sowie Truhen- und Schrankmöbel gezeigt, darunter u. a. ein in Augsburg gefertigter Wrangelschrank, ein um 1566 entstandenes intarsiertes Kabinett-Möbel. Geschichtliche Ereignisse in Westfalen wie die Wiedertäuferzeit und der Westfälische Friede spiegeln sich ebenso in der Sammlung wie die adelige und bürgerliche Kultur der Barockzeit. Der Symbolismus ist mit dem Gemälde Gestade der Vergessenheit von Eugen Bracht vertreten.
Die seit 1950 aufgebaute „Moderne Galerie“ umfasst einen Gemäldebestand vom deutschen Impressionismus mit Liebermann, Slevogt und Corinth, dem Expressionismus (Die Brücke und Der Blaue Reiter mit besonderem Gewicht auf den aus Westfalen stammenden August Macke) über die Bauhauszeit und die Kunst der fünfziger Jahre bis zur internationalen Avantgarde.
So gewann das ursprüngliche Provinzialmuseum, das zur Bewahrung und Forschung der Geschichte und Kunst der Landschaft Westfalen im Rahmen der Kulturpolitik der preußischen Selbstverwaltung gegründet wurde, an Aufmerksamkeit über die Region hinaus. Das inzwischen internationale Prestige hat sich auf der Grundlage der Sammlung und vor allem durch die Ausstellungen des Hauses entwickelt.

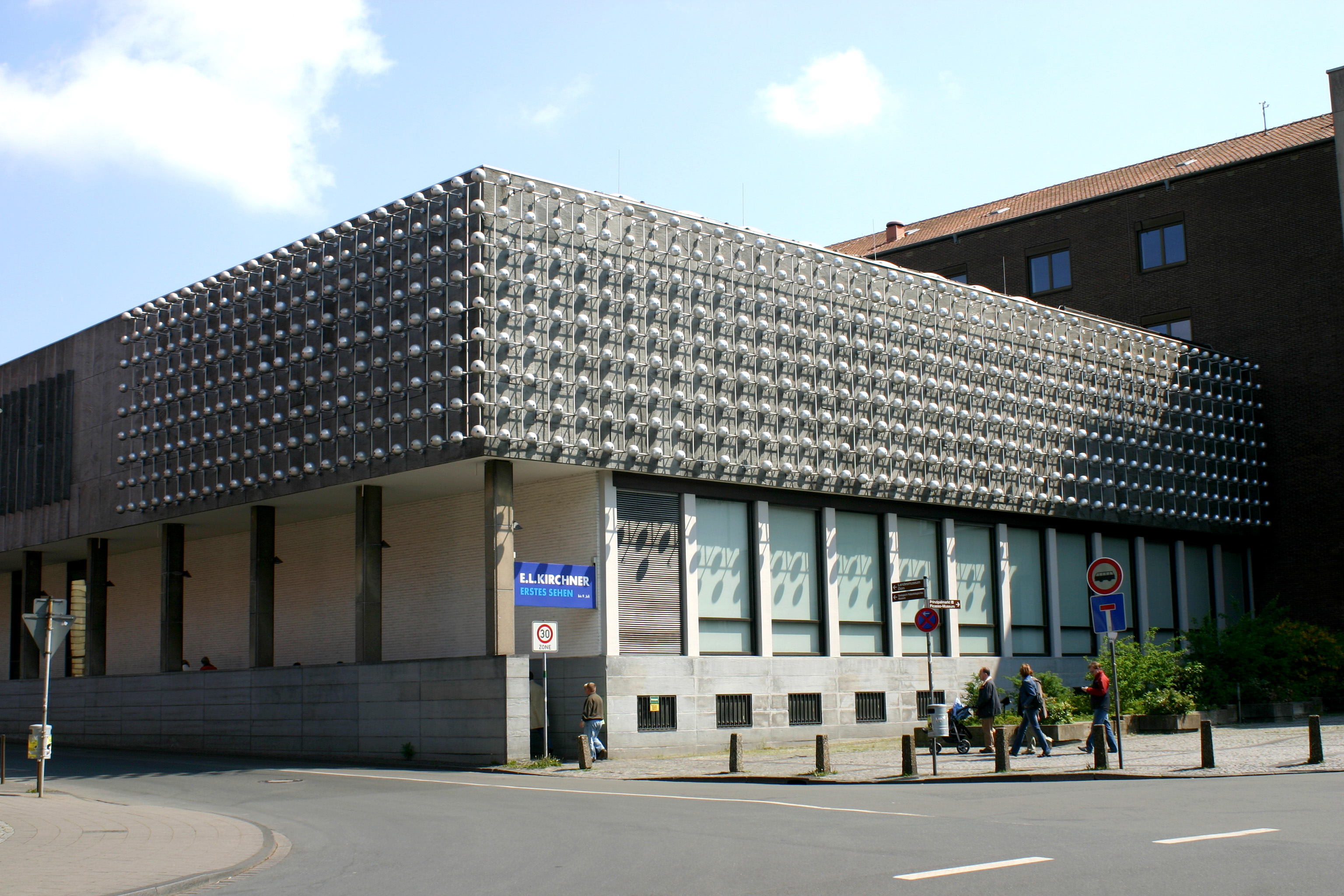
Otto Piene: Silberne Frequenz (1970/1971), Rückfront und Kolonnade an der Pferdegasse (Abriss 2009)

### Graphische Sammlung
Die historischen Sammlungen umfassen das Porträtarchiv Diepenbroick, das Lebenswerk von Hans-Dietrich von Diepenbroick-Grueter (1902–1980), der dem Museum testamentarisch seine Sammlung druckgraphischer Porträts (ca. 120.000 Stück) verschiedener Techniken (Kupferstiche, Radierungen, Holzschnitte, Lithographien sowie Zeichnungen, Aquarelle und Silhouetten) und ca. 150 Porträtstichwerken sowie Sammel- und Klebebände des 16. bis 20. Jahrhunderts übertragen hat.

### Münzsammlung
Die Münzsammlung des Museums geht im Kern auf die 1825 begonnene Sammlung des Vereins für Geschichte und Altertumskunde Westfalens zurück und enthält vorrangig Münzen und Medaillen aus Westfalen und der Region sowie römische Münzen und solche aus der Zeit der Ottonen und Salier (10./11. Jahrhundert). Das Münzkabinett (rund 130.000 Objekte von der Antike bis zur Gegenwart: Münzen, Medaillen, Papiergeld, Prägestempel, Siegel und Siegelabdrücke) bearbeitet auch Münzfunde in Westfalen.

### Bibliothek
Die Bibliothek des Museums umfasst über 130.000 Bücher, deren ältestes aus der Zeit um 900 nach Christus stammt.

### Restitutionsfälle
Im November 2009 hat die Bundesregierung das Gemälde Siesta am Hofe der Mediceer von Hans Makart aus dem Bestand des Landesmuseums im Rahmen der Restitution von NS-Raubkunst an die Erbin der ehemaligen Besitzerin zurückgegeben. Die vom NS-Regime verfolgte jüdische Eigentümerin war 1940 gezwungen gewesen, das Werk zu verkaufen, hatte aber über den Verkaufserlös nicht frei verfügen können. Das Kunstwerk befand sich seit 1966 als Leihgabe des Bundes im Landesmuseum. Das Museum hat nach der Rückgabe Kontakt zu der rechtmäßigen Besitzerin aufgenommen, um das Werk zu kaufen.

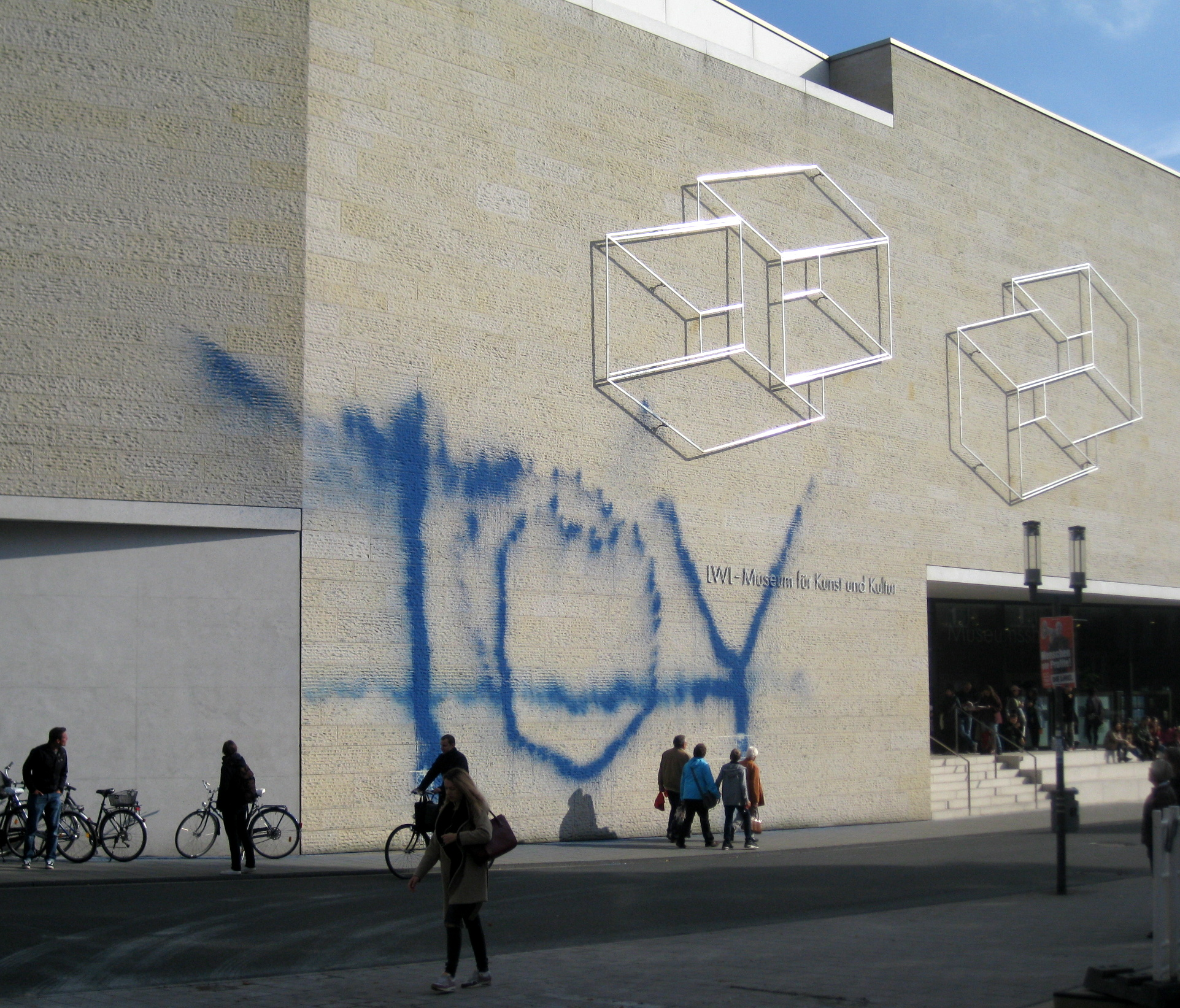
Zwei Supraporten von Josef Albers, neuer Standort: Seitenfront des Neubaus (2014), Pferdegasse, mit Graffiti Toy (anonym, 17. September 2017)

Auch die rechtmäßigen Besitzer des Gemäldes Romantische Landschaft mit Ruine von Carl Blechen wurden ermittelt und das Bild an sie zurückgegeben. Es stammte aus der Kunstsammlung des jüdischen Kaufmanns Julius Freund in Berlin, der 1939 nach England emigrierte. Nach seinem Tod ließen seine Erben das Bild 1942 in der Schweiz versteigern. Das Museum konnte das Gemälde mit Unterstützung der Kulturstiftung der Länder von den in Kanada lebenden Erben im Jahr 2010 erwerben.

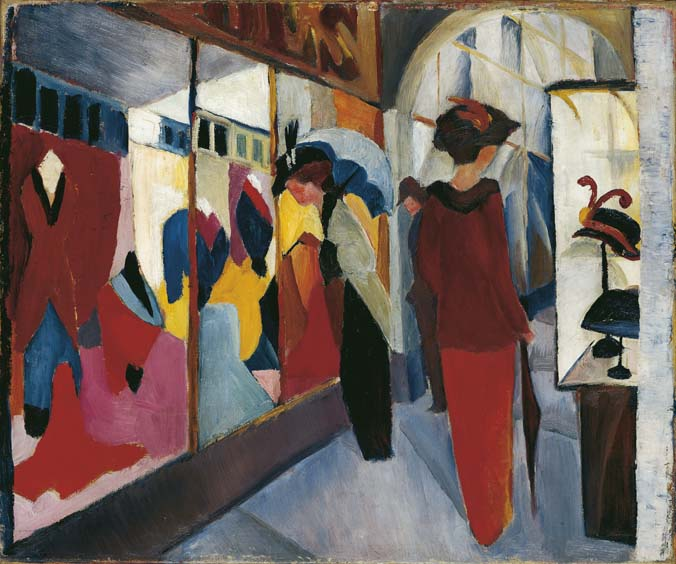
August Macke: Modegeschäft

## Ausstellungen (Auswahl)
Große Ausstellungen haben in den letzten Jahren Hunderttausende von Besuchern angezogen.
Die Retrospektive von Chaim Soutine (1981/1982) gilt auch heute noch als Standard. Die August-Macke-Ausstellung (1987) hat mit ihren über 400.000 Besuchern das Phänomen der erfolgreichen Sonderausstellungen mitbegründet. Die Retrospektive des US-amerikanischen Malers Ellsworth Kelly (1992), die Münster in Kooperation mit dem Centre Georges-Pompidou in Paris und der National Gallery of Art in Washington erarbeitet hat, wurde in den Medien als ein hervorragendes Beispiel für internationale Kooperationen genannt.
- Das LWL-Museum für Kunst und Kultur ist Mitträger der internationalen Ausstellung Skulptur Projekte, die seit 1977 alle zehn Jahre für Kunst im öffentlichen Raum durchgeführt wird.
- „Aufgemischt – Meisterwerke der Sammlung im Dialog“ (23. August 2009 bis 1. Juli 2012)
 Das Museum präsentierte im Altbau am Domplatz eine Auswahl seiner Hauptwerke. Die Ausstellung zeigte die Kunstwerke nicht mehr chronologisch gegliedert, sondern epochenübergreifend. Thematische, formale sowie Stimmung und Gefühl erzeugende Gemeinsamkeiten und bestimmte Aspekte waren Kriterien für ihre Auswahl und Gruppierung.
- „Goldene Pracht. Mittelalterliche Schatzkunst in Westfalen“ (26. Februar 2012 bis 28. Mai 2012)
 Gemeinsam mit der Domkammer des Bistums Münster und dem Exzellenzcluster „Religion und Politik“ der Universität Münster zeigte das Museum (kunst-)historische, soziale, funktionale und technische Facetten der mittelalterlichen Goldschmiedearbeiten aus westfälischen Bischofs- und Hansestädten seit dem 13. Jahrhundert: Reliquienschreine und Reliquiare, liturgische Geräte wie Kelche und Monstranzen, Kruzifixe, Buchdeckel, Mantelschließen, weltlicher Schmuck und Ratssilber. Ausstellungsorte waren das LWL-Museum für Kunst und Kultur und die Domkammer des Bistums Münster.
- „Orte der Sehnsucht – Mit Künstlern auf Reisen“ (28. September 2008 bis 11. Januar 2009)
 Anlässlich des 100-jährigen Bestehens des Museums widmete sich diese Ausstellung dem Thema der Künstlerreise: Künstler wie Albrecht Dürer, Peter Paul Rubens, Paul Gauguin und Paul Klee sind zu unterschiedlichen Zielen gereist und haben ihre Ortserfahrung in ihren Werken verarbeitet. Die Jubiläumsausstellung zeigte dazu über 550 Werke von mehr als 200 Künstlern vom ausgehenden Mittelalter bis in die Gegenwart. Fast 100.000 Besucher sahen die Ausstellung.[10]
- „PALERMO – Who knows the beginning and who knows the end“ (27. Februar 2011 bis 15. Mai 2011)
 In Zusammenarbeit mit dem Palermo-Archiv in Amerika zeigte das Museum Werke des Künstlers Blinky Palermo. Thema der Ausstellung war der offene, durchlässige und flüchtige Farbauftrag. Es ging dem Museum um den Aspekt des Malerischen in Palermos Werk, jedoch eigentlich nicht um Bilder. Die Ausstellung umfasste rund 60 – teilweise mehrteilige – Bildobjekte und Zeichnungen (Aquarelle) aus allen Schaffensperioden des Malers. Der Ausstellungstitel „Who knows the beginning and who knows the end“ war einer seiner Werktitel.
- „Das nackte Leben“ (8. November 2014 bis 22. Februar 2015)
 Die erste Ausstellung nach der Neueröffnung befasst sich mit der Malerei in London von 1950 bis 1980.[11][12] Arbeiten von Francis Bacon, Lucian Freud, Frank Auerbach, Leon Kossoff, David Hockney und Richard Hamilton sind zu sehen.[11][7]
- Jürgen Stollhans: Futur II – Die Zeitmaschine (24. Januar 2015 bis 22. März 2015)
- „Sag, was ist das für ein Tier?“ Grüffelo & Co. (14. März 2015 bis 9. August 2015)
- Otto Piene. Licht (13. Mai bis 20. September 2015)
- Ariel Schlesing – Stolpersteine (9. September 2015 bis 7. Februar 2016)
- Ernst Hermanns (7. Oktober 2015 bis 18. Oktober 2015)
- Propaganda trifft Grabenkrieg. Plakatkunst um 1945 (11. September 2015 bis 10. Januar 2016)
- Wilhelm Morgner und die Moderne (13. November 2015 bis 6. März 2016)
- RARAR: Jan Hoeft – Curiosity Gap (31. Oktober 2015 bis 17. Januar 2016)
- Cremer Preis: FORT. Retired (29. Januar 2016 bis 5. Juni 2016)
- RARAR: Effrosyni Kontogeorgou – Unfolding (6. Februar 2016 bis 1. Mai 2016)
- Skulptur Projekte Archiv: Autonom und profan. Shulptur Projekte im Territorium der Kirche (4. März 2016 bis 23. April 2017)
- Homosexualität_en (13. Mai 2016 bis 4. September 2016)
- RADAR: Tomoko Mori – Ostkreuz ↔ Hikkaduwa (21. Mai 2016 bis 3. Juli 2016)
- RADAR: Verena Issel – Aset in Tadmor (21. Juli 2016 bis 18. September 2016)
- Monetissimo! Aus den Tresoren des Münzkabinetts (6. Oktober 2016 bis 19. Februar 2017)
- RADAR: Israel Aten: BLAST VALIANT (8. Oktober 2016 bis 20. November 2016)
- Das Werk als Ort. Vom Entstehen kommunikativer Räume (19. November 2018 bis 29. September 2019)
- Hülle und Kern. Multiples von Joseph Beuys (29. November 2018 bis 19. September 2019)[13]

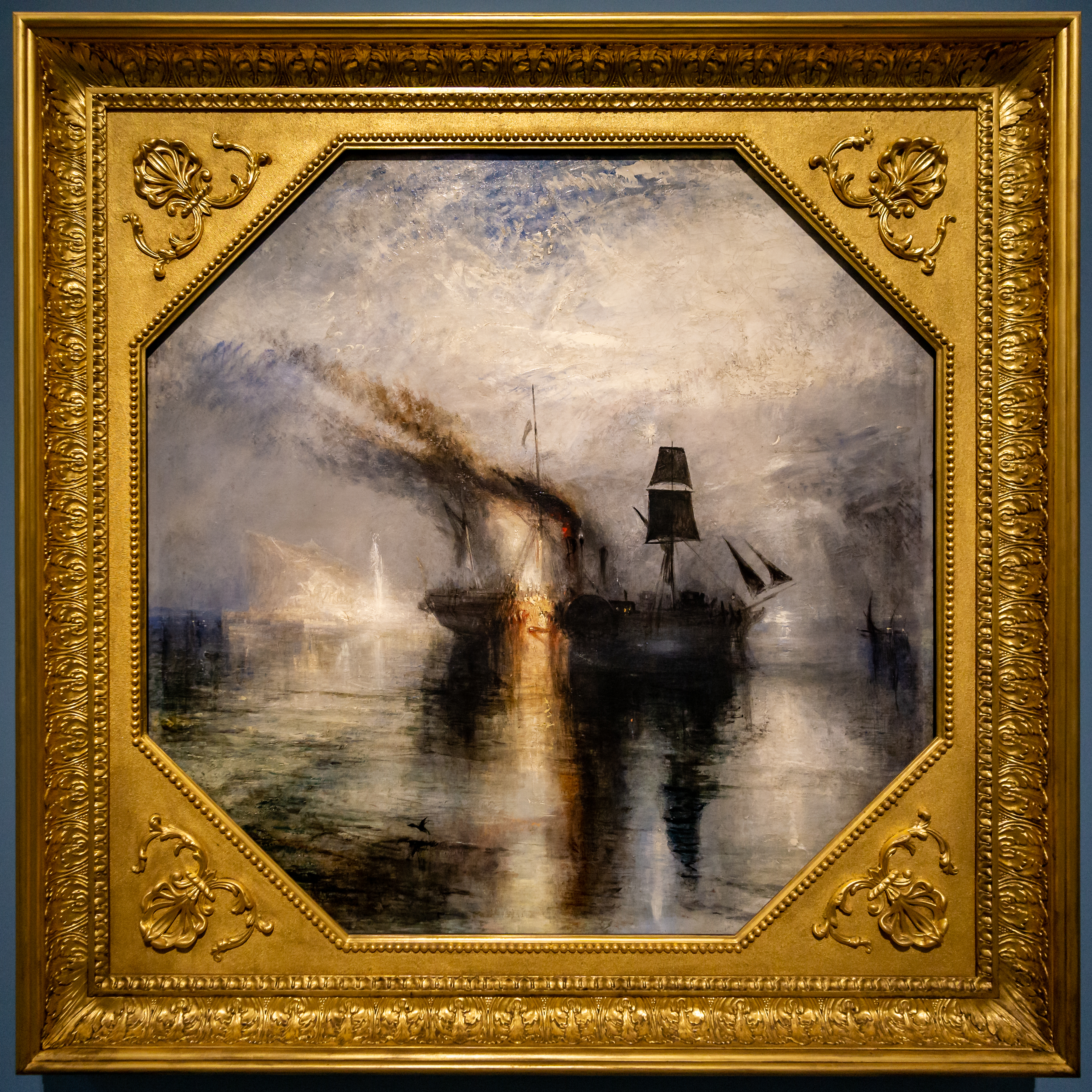
Turner: Frieden – Bestattung auf See

- Vom 8. November 2019 bis zum 26. Januar 2020 fand die Ausstellung Turner.Horror and Delight statt.[14] Bei der Ausstellung wurden Werke des britischen Malers J.M.W. Turner gezeigt. Bereits zur offiziellen Eröffnung kamen 1000 Besucher und es waren bereits 600 Führungen gebucht.[15] Durch die Ausstellung konnte das Museum im Jahr 2019 mit 137.000 Besuchern den größten Erfolg seit der Wiedereröffnung 2014 feiern.[16] In den ersten zwei Monaten der Ausstellung sahen sich 65.000 Menschen die Ausstellung an und damit bis zu diesem Zeitpunkt die erfolgreichste Ausstellung seit 5 Jahren.[17]

## Kunstvermittlung und Kulturprogramm
Das LWL-Museum sieht seine Hauptaufgaben im Bewahren, Sammeln, Forschen und Vermitteln sowie als regionaler Identitätsstifter.
Ein begleitendes Kulturprogramm des Museums umfasst Künstlergespräche, Vorträge, Podiumsdiskussionen, Konzerte und Performances, Familientage, eine Nacht für Schüler und Studierende sowie Veranstaltungen wie die „Lange Nacht“, in der das Museum bis 24 Uhr geöffnet ist.
In den Jahren 2008 und 2014 gab das Museum zwei Bühnenwerke bei dem Autor und Regisseur Zeha Schröder in Auftrag, die vom Theater Freuynde + Gaesdte als Parcours durch die Ausstellungsräume inszeniert wurden. Die „FilmGalerie“ wurde 2005 mit dem Ziel gegründet, im LWL-Museum einen Ort für den Film als eigenständige Kunstgattung zu schaffen und die filmische Bildsprache einem breiten Publikum näherzubringen. In Kooperation mit der Westfälischen Wilhelms-Universität Münster, der Katholischen Filmkommission sowie dem LWL-Medienzentrum für Westfalen zeigt das Landesmuseum zweimal jährlich Filmreihen, die thematisch die Sammlungs- und Ausstellungspolitik des Museums aufnehmen oder eigenständige thematische Schwerpunkte setzen.

## Förderer
Förderer des Museums sind der Freundeskreis des Westfälischen Landesmuseums für Kunst und Kulturgeschichte e. V., die Provinzial Stiftung LWL-Landesmuseum, die Stiftung kunst³ sowie die Gesellschaft zur Förderung der westfälischen Kulturarbeit.

## Filme
- Meisterhaft! Spitzenwerke im LWL-Museum für Kunst und Kultur in Münster. Dokumentarfilm des LWL-Medienzentrum für Westfalen, ca. 110 Min., Deutschland 2014.
- LWL-Museum für Kunst und Kultur – Skulptur Projekte Münster (= Museums-Check. Folge 45). Reportage, 30 Min., Moderation: Markus Brock, Produktion: 3sat. Erstausstrahlung: 18. Juni 2017.[21]

## Kontroversen um den Neubau
Durch die Errichtung des heutigen Museumsneubaus verloren einige architekturbezogene Werke der Kunst am Bau, die für den Vorgängerbau konzipiert wurden, ihre ursprüngliche Platzierung. Das Werk Zwei Supraporten von Josef Albers, das sich zuvor über dem Haupteingang des Landesmuseums befand, wurde auf eine Seitenwand des Gebäudes versetzt. Besondere Irritation löste die Veränderung der Silbernen Frequenz von Otto Piene aus. Kritiker sehen in der Integration des großformatigen Logos des Landschaftsverband Westfalen-Lippe in Pienes Lichtinstallation eine Vereinnahmung der Kunst als Werbeträger.